# هونوکا تسوتسومی
هونوکا تسوتسومی (انگلیسی: Honoka Tsutsumi؛ زادهٔ ۱۹ ژوئن ۱۹۹۷) بازیکن راگبی زن اهل ژاپن است.